# Casinaria pallipes
Casinaria pallipes là một loài tò vò trong họ Ichneumonidae.